# Warhammer 40,000
Warhammer 40,000 (neoficiálně též známý jako Warhammer 40K, WH40K nebo W40K) je stolní válečná hra miniatur vyráběná společností Games Workshop, zasazená do fiktivního sci-fi vesmíru. Warhammer 40K byl vytvořen Rickem Priestleyem v roce 1987 jako futuristický souputník Warhammer Fantasy Battle (dále jen WFB), se kterým sdílí mnoho herních principů. V nepravidelných intervalech se čas od času objeví nová edice Warhammeru 40K, která má za cíl upravit stávající pravidla, nebo usnadnit či zpřesnit nová. Hra je v současné době v desáté edici.
Hráči si mohou individuálně sestavit a nabarvit miniaturní figurky, které představují futuristické vojáky, monstra, válečná vozidla apod. Tyto figurky jsou seskupovány do komand a armád, které jsou poté postaveny proti ostatním hráčům. Každá jednotka stojí určitý počet bodů, které určují hodnotu figurky. Hráči bojují tak, aby měli přibližně stejný počet jednotek, tudíž každý hráč má k dispozici zhruba stejné množství jednotek, které umístí na bitevní stůl s terénem, který je ručně vyrobený nebo koupený. Hráči si pak zvolí scénář, od jednoduchých až po větší střetnutí nebo dokonce bitvy zahrnující mnoho variabilních cílů. Modely jsou fyzicky přesunovány po stole, přičemž vzdálenosti mezi modely hrají ve výsledku boje důležitou roli. Hra je tahová, dílčí výsledky určí tabulky a hody kostkami. Boj může trvat půl hodiny, ale i několik dní a bitvy mohou být propojeny v kampaň. Některé herny a hobby prodejny pořádají celé turnaje, oficiální turnaje se konají pravidelně.
Svět W40K zahrnuje obrovský fiktivní vesmír. Obsahuje mnoho ras a různých frakcí včetně Impéria lidí (38 tisíc let v budoucnosti), Orků a Eldarů, které má společné s WFB. Chování jednotlivých ras v boji určují pravidla hry, směrnice a doplňkové armádní „kodexy“, které vycházejí samostatně nebo spolu s dalšími články v časopisech společnosti Games Workshop White Dwarf a Imperial Armour. Miniatury jsou vyráběny firmami Citadel Miniatures a Forge World.
Licence W40K se využívá rovněž pro související stolní a počítačové hry a různá literární díla, včetně licencovaných románů publikované Black Library, dceřinou společností Games Workshop.

## Pozadí
Hra Warhammer 40000 se odehrává v silně dystopickém, vědecko-fantastickém vesmíru, ve kterém je většina událostí zasazena do 41. tisíciletí. Ve W40K lidstvo expandovalo do celé naší Galaxie a osídlilo miliony planet. Většinu z nich ovládá „Impérium lidí“, brutální teokratický režim, které jako svého boha uctívá nesmrtelného Císaře. I přes svou sílu a velikost Impérium stagnuje v důsledku neustálého válčení, všudypřítomné korupce, neefektivní byrokracii a technologické stagnaci.
Impérium je neustále ve válce s těmito nepřáteli:
- Tau, mladá a technologicky vyspělá civilizace, která pracuje pro „vyšší dobro“ své říše a jejich obyvatel.
- Necroni, bezduché, živoucí kovové stroje, kteří čekají na plné probuzení, aby následně zničili veškerý život ve vesmíru.
- Eldar, připomínající klasické elfy, kteří přežili pád své kdysi mocné civilizace
- Dark Eldar (Temní Eldar), bratranci Eldar, kteří se nevzdali mučení ostatních ras ve snaze odvrátit smrt z rukou boha Chaosu Slaaneshe.
- Tyranidé, všežraví, biotechnicky vyšlechtění vetřelci řízení centrálním vědomím.
- Orkové, barbarští humanoidní zelenonokožci, kteří se rychle množí a neznají nic než násilí.
- démoni a jejich smrtelní služebníci vyznávající čtyři bohy Chaosu.

## Hra
Hry se účastní jeden nebo více hráčů, každý ovládá část pole a skupinu jednotek, kterou si koupil, nabarvil a sestavil. Velikost a složení těchto skupin, označovaných jako armády, je určeno podle bodového systému; každé postavě (figurce) je přiřazena hodnota v bodech v poměru k jeho válečné síle na bitevním poli (silnější jednotky mají více bodů). Před hrou se hráči dohodnou, kolik bodů bude použito jako maximální velikost armády a poté každý sestaví armádu do tohoto limitu. Složení těchto armád je obvykle omezeno pravidly obsaženými ve směrnicích W40K, rovněž také některými specifickými armádními pravidly tzv.“kodexy“. Tato pravidla a přípravy jsou brány hráči velmi vážně. Běžná hra má rozsah 500 až 2000 bodů a je hrána na stole o velikosti 1 m na šířku a 1-2 metry na délku, ale je možné hrát mnohem složitější hry podle chuti a času zúčastněných (víc bodů znamená větší bitvy ve více hráčích na větších stolech).
Na počátku každé hry jsou určena pravidla a cíle pro danou bitvu. Hráčům jsou uvedeny základní cíle, které se pohybují od obrany nebo dobytí části desky, až po zničení nepřátelských jednotek. Další pravidla mohou představovat podmínky pro boj v noci nebo v prostředí, které ovlivňují schopnosti jednotek. Tyto scénáře mohou být jednoduché, kdy na dohrání stačí hodina, nebo mohou být poměrně složité a vyžadují několik hodin nebo dokonce dní. Řada scénářů může být propojena do kampaně, kde dva i více hráčů bojují proti sobě ve více bitvách. Tyto kampaně mohou mít svá vlastní speciální pravidla a jsou zpravidla svázána dohromady s dějem, který se vyvíjí na základě výsledků jednotlivých scénářů. Mnoho scénářů a kampaní navrhuje Games Workshop a jsou vytištěny v „kodexech” nebo časopise White Dwarf. Přesto si hráči mohou vymýšlet své vlastní scénáře nebo stavět nové kampaně z předpřipravených scénářů.
Hra samotná je rozdělena do „fází“, kdy každý hráč pohybuje, střílí, a / nebo se angažuje v boji zblízka s různými jednotkami. Ve fázi pohybu hráč určuje směr a vzdálenost, do kterých se jednotlivé jednotky budou pohybovat, pokud zvláštní pravidlo nestanoví jinak. Některé jednotky mohou v jediném pohybu cestovat dále než jiné, terén také může bránit pohybu. Ve fázi natáčení může hráč zvolit útok na dlouhou vzdálenost jednotkami, které jsou v dosahu nepřítele. Ve fázi zteče se mohou zapojit jednotky pro boj zblízka, pokud jsou nepřátelské jednotky v těsné blízkosti. Poté, co první hráč dokončí všechny tří fáze hry, je na řadě protihráč. Podmíněné akce jako zásah zbraní nebo minutí cíle jsou určeny hodem šestistrannou kostkou a vlastnostmi dané jednotky. Speciální kostka zvaná „rozptylová“ se používá ke stanovení odchylky pro méně přesné události, jako je např. přehradní palba. Na rozdíl od jiných válečných her se W40K nehraje na hexových (šestistranných) polích či jiných, předem definovaných šachovnicích. Místo toho mohou být jednotky fyzicky umístěny na téměř jakékoli místo na stole. Vzdálenost mezi jednotkami je důležitá pro všechny tři fáze hry a měří se v palcích pomocí pravítka. Stanovení linie přímé viditelnosti je určeno podle „výhledu“ konkrétního modelu – hráči se na bojiště mohou přímo dívat „očima“ té dané jednotky. Body nutné k vítězství jsou přidělovány za plnění cílů a / nebo ničení nepřátelských jednotek.
Benjamin Fox v „Performance of War Games“, tvrdí, že hráčova interakce na bitevním poli obsahuje všechny části „divadelního představení“: příběh, napětí a akci. Také srovnává válečné hry jako Warhammer Fantasy Battle a Warhammer 40K s jinými podobnými a upozorňuje na dynamickou povahu bitev, kdy se každý konflikt liší od předešlého.
Terén je velmi důležitou součástí hry. Přestože Games Workshop prodává terénní soupravy, mnozí fandové raději vyrábějí vlastní propracované a unikátní kulisy. Běžné domácí věci jako plechovky, skleničky a umělohmotné obaly mohou být přeměněny na zničené katedrály, cizí biotopy, nebo jiný terén s použitím plastových karet, tmelu, trochou trpělivosti a zručnosti.
Také je možné hrát W40K po Internetu díky na Javě založeném „VASSAL enginu“. Je to simulace stolní hry a může být použita pouze pro hru proti ostatním hráčům. Po vydání verze 5.2 Games Workshop požádal o zastavení dalšího vývoje. V současné verzi hrají hru stovky lidí a nový vývojářský tým oznámil budoucí aktualizace.
Společnost Games Workshop vydala také „globální kampaně“: politické a vojenské scénáře popisující rozsáhlé válečné akce. Hráči účastnící se kampaně shromažďují výsledky všech bitev, výsledky jsou zpracovány do tabulky a podle toho je upraven vývoj příběhu. To umožnilo hráčům mít přímý dopad na příběh, například pozadí 13. Černé křížové výpravy v Eye of Terror campaign z roku 2003. Hráči s příslušností Chaosu měli získat pevná postavení na strategicky důležitém světě Cadii. V roce 2006 následoval The Fall of Medusa V, ve kterém všech osm hlavních mocností soupeří o důležitý svět, ale s vlastními plány a cíli. Games Workshop poté oznámili, že to je poslední kampaň v dohledné budoucnosti.

### Modelování
Stejně jako WFB i W40K obsahuje návody jak sestavit a barvit modely a armády na hraní, což je často označováno jako hobby aspekt hry. Pro mnoho hráčů je příprava modelů důležitější než hraní samotné. Hráči si nakoupí figurky od Citadel Minatures nebo Forge World a pak je před první bitvou sestaví a nabarví. Samo ruční barvení prozrazuj hodně o majiteli figurky, ukazuje jak vážný je to jeho koníček. V závislosti na počtu figurek může dokončení armády trvat týdny, měsíce či dokonce roky, během nichž může být několikrát upraven původní nátěr a každý model je přizpůsoben dané armádě.
Při oficiálních turnajích platí nepsané pravidlo, že všichni hráči si své jednotky kompletně namalovali a složili, s tím, že armáda je nejméně dvoubarevná. V jiných hrách se zase mohou používat pouze sestavené modely. Soutěže o nejlépe namalované armády jsou občas vyhlašovány Games Workshop při příležitosti Dne her, herními obchody nebo herními spolky na různých setkáních. Před takovým turnajem může zabrat týdny vylepšování a retušování již dokončené armády. Některé turnaje obsahují soutěže, kdy jsou hráčům uděleny body také za celkový vzhled armády, stejně jako za vítězství v jednotlivých scénářích.

## Edice

### Rogue Trader (1987) – první edice
První edice hry, Warhammer 40,000: Rogue Trader, byla vydána v roce 1987. Návrhář hry Rick Priestley vytvořil originální soubor pravidel pro W40K na základě tehdejší druhé edice pravidel WFB. Hra podle Rogue Tradera byla orientována spíš jako „hra na hrdiny“ než na striktní wargaming. Tato původní verze byla velmi detailní, i když poněkud neuspořádaná, jakýsi soubor doporučení, což byl styl vhodnější pro malé šarvátky. Složení skupin bylo stanoveno náhodně, házením kostek. Některá nastavení (bolterů, laserů, granátů, terminátorských brnění) byla převzata z knihy Laserburn Bryana Ansella z produkce dnes již zaniklé společnosti Tabletop Games. Tato pravidla byla později rozšířena jak Ansellem, tak Richardem Halliwellem (oba začali pracovat pro Games Workshop).
Kromě toho byl doplňující materiál průběžně zveřejňován v časopise White Dwarf a stanovoval pravidla pro nové jednotky a modely. Nakonec White Dwarf zveřejnil „armádní seznamy“, které mohly být použity k vytvoření větší a soudržnější síly, než bylo možné pomocí původních pravidel. Tyto „seznamy“ byly čas od času vydávány spolu s novými pravidly, podklady a ilustracemi.

### Druhé edice (1993)
Druhá edice W40K byla zveřejněna na konci roku 1993 a reagovala na přání Games Workshop zaujmout mladší generaci fanoušků. Úkolem protlačit tento nový kurz byl pověřen tým pod vedením Andyho Chamberse. Druhá edice přišla s krabicovou sadou, která obsahovala figurky Hvězdné pěchoty a Orků, krajinu, kostky a pravidla. Rozšiřující souprava s názvem Dark Millenium obsahovala pravidla pro psychické souboje. Dalším rysem hry byl zvýšený důraz na "speciální charaktery", které měli přístup k vybavení a schopnostem, jaké ostatní jednotky neměly.

### Třetí edice (1998)
Třetí edice hry byla vydána v roce 1998, a stejně jako druhé vydání se soustředila na zjednodušení pravidel pro velké bitvy a zmenšení důležitosti hodu kostkou při stanovení vlastností. Pravidla byla k dispozici samostatně, nebo dohromady se soupravou miniatur Hvězdné pěchoty a nově zavedenými Temnými Eldar. Ke konci třetího edice se objevily čtyři nové armády: rasy Necron a Tau a dvě armády inkvizice: Ordo Malleus (Lovci Démonů) a Ordo Hereticus (Lovci kacířů).

### Čtvrtá edice (2004)
Čtvrtá edice W40K byla vypuštěna v roce 2004. Toto vydání nenabídlo tolik zásadních změn jako předchozí a bylo zpětně kompatibilní s každou armádou ze třetí edice. Čtvrtá edice vyšla ve třech formách: první byla samostatnou pevně vázanou verzí s dalšími informacemi ohledně malování, budování scenérií a základními informacemi o W40K vesmíru. Druhá byla krabicová sada s názvem Battle for Macragge (Bitva o Macragge), která obsahovala kompaktní brožovanou verzi pravidel, scenérie, kostky, šablony a figurky Hvězdné pěchoty a Tyranidů. Třetí byla limitovaná sběratelská edice. Bitva o Macragge je založena na invazi Tyranidího roje Behemoth na domovskou planetu kapituly Ultramarines.

### Pátá edice (2008)
Pátá edice W40K byla vydána 12. července 2008. I když existují určité rozdíly mezi čtvrtou a pátou edicí, obecná pravidla vykazují spousty podobností. Knihy kodexů napsané před pátou edicí jsou se změnami ve funkcích armády stále hratelné. Náhradou za předchozí Battle o Macragge je sada nazvaná Assault on Black Reach, jež obsahuje kapesní knihu pravidel (bez „hobby“ návodů), a startovací figurky Orků a Hvězdné pěchoty.
Nové příspěvky k pravidlům obsahují schopnost pěchoty „zalehnout“ pod palbou, poskytnutí přídavné podpory za cenu pohyblivosti a krycí palbu před skokem do úkrytu. Další schopností je běh, přičemž tyto jednotky se mohou vzdát střelby za cenu získání větší vzdálenosti. Navíc bylo krytí změněno tak, že je nyní pro jednotku snadnější dostat se do úkrytu. Škody na vozidlech byly zjednodušeny a výrazně sníženy, a tanky mohou nyní narážet do ostatních vozidel. Některé z těchto nových pravidel mají vzor v těch, která existovala v Druhé edici, ale byly odstraněny ve Třetí.

### Šestá edice (2012)
Vyšla 23. června 2012. Změny v tomto vydání zahrnují přijetí systému nepovinných karet s psychickými vlastnostmi tak, jak se to již předtím stalo u WFB. Rovněž zahrnuje i úplná pravidla pro létající vozidla a monstra, a také přepracovává způsob, jakým je řešeno poškození vozidel. Rovněž jsou rozšířena pravidla pro větší interakci s prostředím a souboje na blízko jsou více dynamické. Ke změněným pravidlům přibyla i nová: systém Aliance, ve kterém si hráči mohou přinést jednotky z jiných armád, aby bojovaly na jeho straně; možnost vybrat si jedno opevnění jako součást armády; vybrat si jednu vlastnost, která umožní hráčovým jednotkám získat výhodu v určité situaci. Sada "Assault on Black Reach" byla nahrazena sadou "Dark Vengeance", která obsahovala model jednotek Dark Angels a Chaos Space Marines. Některé boxy se sadou Dark Vengeance obsahovaly limitovanou edici kaplana-vyšetřovatele kapituly Dark Angels.

### Sedmá edice (2014)
Její vydání bylo oznámeno v patnáctém čísle časopisu White Dwarf, předobjednávky běžely až do 17. května a 24. byla edice vydána.
Sedmá edice přinesla několik zásadních změn, včetně specializované psychické fáze, stejně jako způsob, jakým psychické síly pracovaly celkově, a rovněž byly přidány proměnlivé taktické cíle do průběhu hry. Tyto cíle daly hráčům další možnosti, jak získat vítězné body a tedy celou partii vyhrát. Objevil se také nový způsob, jakým lze sestavit armádu, kdy hráč může použít jakýkoliv model, který chce bez ohledu na jeho sílu. Navíc jednotky typu Lord of War, které jsou velmi silné a předtím se používaly jen v rozsáhlých hrách ("Apocalypse"), jsou nyní povoleny jako normální jednotky.

## Dodatky a rozšíření
Existuje mnoho variant pravidel a armáda seznamů, které jsou běžně používané, samozřejmě se soupeřovým souhlasem. Tato pravidla jsou uváděna v publikacích White Dwarf, Imperial Armour nebo na webových stránkách Games Workshop. V reakci na připomínky hráčů bylo vydáno rozšíření pravidel Apocalypse, které umožňuje hru na 3000 a víc bodů. Hráč tak má v poli častěji 100člennou skupinu Hvězdných pěšáků než menší oddíl 30-40 vojáků jako ve standardní hře. Apocalypse obsahuje také pravidla pro používání velkých válečných strojů, jako jsou Titáni.
Cities of Death (předělávka Codex Battlezone: Cityfight) zavádí pravidla pro pouliční boj a partyzánskou válku, a takzvané „lsti“, včetně pastí a opevnění. Samozřejmě zahrnuje návody na modelování městského terénu, uvádí příklady armád a jejich sestavování pro tento druh boje.
Planetstrike vyšel v roce 2009. Stanovuje pravidla umožňující hráčům znázornit rané fáze planetární invaze. Hraje je dynamická, umožňuje jak obráncům, tak útočníkům používat různé druhy strategických výhod.
Planetary Empires, vydané v srpnu 2009, umožňuje hráčům koordinovat rozsáhlé kampaně obsahující několik bitev, z nichž každá využívá standardními pravidla nebo schválené doplňky, jako jsou Planetstrike, Cities of Death nebo Apocalypse. Pokrok v rámci kampaně je možné sledovat pomocí šestihranných dlaždic, které reprezentují aktuální kontrolu území v rámci kampaně. Systém je podobný jako ve Warhammer Fantasy's Mighty Empires.
Battle Missions z dubna 2010 obsahuje sérii tří specifických misí pro každou rasu, zadání těchto misí (obvykle pro dva hráče) je dáno hodem kostkou. Pro boj se používají standardní W40K pravidla.
Rozšíření Spearhead, vydané v červnu 2010, umožňuje hráčům větší nasazení obrněných a mechanizovaných jednotek. Nejzásadnější novinkou je začlenění speciálních Spearhead formací a větší pružnost v organizaci jednotek. Spearhead formace přinášejí nový systém organizace, který hráči mohou, ale nemusí využít. Spearhead rovněž obsahuje nové varianty rozmístění jednotek a nové scénáře. Toto rozšíření bylo zdarma vydáno přes oficiální stránky Games Workshop a měsíčník White Dwarf.
Death from the Skies vydané v únoru 2013 obsahuje pravidla, která kladou důraz na vzdušné souboje. Letecké jednotky každé rasy zde mají specifická pravidla a své vlastní hratelné mise. Dalším přídavkem této edice jsou "warlord traits" pro každou rasu, které se soustředí zejména na letadla. Tento dodatek používá stejná pravidla jako W40k.
Stronghold Assault z prosince 2013 je 48 stran dlouhé rozšíření, které obsahuje více pravidel pro opevnění ve hře a rovněž upravuje ta stávající ze šesté edice. Escalation vydané ve stejném měsíci se zabývá velmi těžkými vozidly, jindy omezenými, za normálních okolností.
Také už vyšly osmá a devátá edice(2021).

### Osmá edice
S touto edicí přišly největší změny pravidel od přechodu z 1. na 2. edici v podobě velkého restartu. Všechny dřívější knihy pozbyly platnosti a pravidla jednotlivých frakcí vyšla souhrnně v podobě dočasných "Indexů". Ty byly teprve v následujících letech postupně znovu nahrazeny armádními Codexy, jak bylo zvykem v předchozích edicích.
Oproti dřívějším podobám hry došlo ke značným zjednodušením a velkému omezení počtu stran pravidel. Jednotkám odpadla řada univerzálních pravidel dle jejich typů a naopak přibyla charakteristika pohybu (M - movement).

## Jednotky

### Aktivní armády
- Hvězdná Pěchota Chaosu (Black Legion a Crimson Slaughter mají vlastní dodatky)
- Démoni Chaosu
- Dark Eldar (Haemonculus Covens má vlastní dodatek)
- Eldar z Craftworldů
- Necroni
- Orkové
- Impérium Tau (Farsight Enclaves má vlastní dodatek)
- Tyranidi
- Space Marines (Blood Angels, Dark Angels, Grey Knights a Space Wolves a další mají každý své speciální dodatky)
- Astra Militarum (Imperiální garda)
- Militarum Tempestus
- Inkvizice
- Sisters of Battle (Bojové sestry)
- Imperiální rytíři
- Skitarii (Jednotky Adeptus Mechanicus)
- Cult Mechanicus (Kněží Adeptus Mechanicus)
- Genestealer cult
- Leagues of Votan (dříve znání jako Squati nebo Space Dwarves)

### Neaktivní armády
- Squati (byli popsáni v druhé edici, nyní Leagues of Votan)
- Daemonhunters (Lovci démonů, v páté edici byli nahrazeni Šedými rytíři)
- Witch Hunters (v páté edici byli nahrazeni Bojovými sestrami)
- Space Dwarves

## Film
13. prosince 2010 byl na DVD nosičích vydán film Ultramarines: A Warhammer 40,000 Movie. Plně digitální snímek spadá do kategorie sci-fi thriller a děj se točí okolo jednotky hvězdných pěšáků kapituly Ultramarines. Autorem scénáře je Dan Abnett, jeden z nejprodávanějších spisovatelů Black Library. Film produkovala anglická firma Codex Pictures pod licencí Games Workshop.

## Růst
Značka Warhammer 40,000 je pro firmu Games Workshop velmi výnosná, za rok 2008 se mohla pochlubit příjmy přesahujícími 110 milionů liber. Od svého vzniku v roce 1987 Games Workshop vyrábí, nebo se podílí na výrobě každého svého produktu. V roce 1993 společnost prodala 20 milionů miniatur (toto číslo zahrnuje i prodej figurek pro WFB) a zahájila provoz v sedmi prodejnách ve Spojených státech amerických, které rovněž pořádají oficiální turnaje. V roce 2001 přilákal W40K turnaj v Baltimore okolo 40 tisíc návštěvníků. Neobvyklé je, že Games Workshop veřejně značku Warhammer 40,000 neinzeruje, k nalákání nových hráčů místo toho využívá ústní pověsti kolující mezi lidmi. Poněkud paradoxní tedy je, že Games Workshop velmi přísně hlídá svá autorská práva, zejména co se týká Internetu.

## Související produkty a beletrie
V průběhu let rozšířila Games Workshop W40K vesmír do dalších oblastí, zahrnující doplňkové karetní hry, počítačové hry, knihy, komiksy a mnoho dalších. Tato expanze začala v roce 1987, kdy požádala Scotta Rohana o napsání prvních souvisejících literárních sérií, což vyústilo v roce 1997 v založení Black Library. Vydané knihy se týkají pouze Warhammeru (WFB i W40K) .
V Česku vlastní práva na vydávání knih ze světa W40K, stejně jako WFB, nakladatelství Polaris. Vše začalo v roce 2002 knihou Hvězdný vlk Williama Kinga, do konce roku 2010 bylo přeloženo 18 knih, což je podstatně méně ve srovnání s WFB. V roce 2011 je naplánováno vydání dalších dvou knih.
Byly rovněž vytvořeny populární miniaturní hry, jako Space Hulk, Battlefleet Gothic, Epic 40000, Inquisitor, Gorkamorka a Necromunda. Sběratelská karetní hra, Dark Millenium, byla vypuštěna v říjnu 2005 dceřinou společností Games Workshop, Sabertooth Games. Příběh karetní hry začíná na konci Horova Kacířství a obsahuje čtyři frakce: Impérium, Orky, Eldary a Chaos.
Během 90. let připravila Games Workshop ve spolupráci se Strategic Simulations (SSI)  týmově-taktickou počítačovou hru Warhammer 40,000: Chaos Gate a také tahovou strategickou simulaci Warhammer 40.000: Rites of War. Warhammer 40.000: Space Crusade, jedna z prvních počítačových her ze série, byla chválena za věrný převod deskové hry na obrazovku počítače.
Games Workshop poskytla v roce 2001 W40K licenci společnosti THQ, která vyrobila FPS hru s názvem Fire Warrior. Dalšími počiny THQ byly RTS: Dawn of War, Dawn of War: Winter Assault, Dawn of War: Dark Crusade, a Dawn of War: Soulstorm. Sequel Dawn of War, Dawn of War II by vydán v únoru 2009, první rozšíření Chaos Rising v březnu 2010 a druhé rozšíření Retribution v březnu 2011. V únoru 2011 byl oznámen začátek prací na Dawn of War III.
V září 2011 byla vydána TPS strílečka Warhammer 40.000: Space Marine od Relic Entertainment.
Taktéž hráči stolních RPG her mohou být uspokojeni. V temném světě Warhammeru se totiž odehrává i hra Dark Heresy vydaná v roce 2007. Systém je z dnešního pohledu sice trochu zastaralý (gamemaster má vždycky pravdu, postavy snadno umírají) ale vzhledem k atmosféře světa Warhammeru a velkému množství inspirativních textů, nebo obrázků se jedná o kvalitní a zábavnou hru.
Na rok 2016 bylo nachystáno spousta her s tematikou Warhammer 40k. Jmenovitě zmínění Dawn of War III, střílečka s RPG prvky Eternal Crusade či kooperativní Space Hulk: Deathwing.